# Oświata we Francji
Edukacja we Francji jest obowiązkowa. Trwa od 6. do 16. roku życia, jest finansowana z budżetu państwa.

## Etapy nauki
Szkolnictwo podzielone jest na 4 etapy nauki:
1. etap – szkoła elementarna, która trwa 5 lat. Dzieli się ona na 3 cykle:
- cykl przygotowawczy (1 rok, klasa CP),
- cykl elementarny (2 lata, klasy CE1 i CE2),
- cykl średni (2 lata, klasy CM1 i CM2).

Od szkoły elementarnej zaczyna się 10-letni obowiązek szkolny, którego koniec następuje po skończeniu przez ucznia kolegium. Rozpoczęcie przez dziecko w wieku 5, 6 czy 7 lat nauki w szkole elementarnej jest zależne od decyzji podjętej wspólnie przez lekarza, psychologa, nauczyciela oraz rodziców. Praktycznie jednak aż 98% uczniów rozpoczyna naukę w wieku 6 lat, 1,99% w wieku siedmiu i tylko 0,01% w wieku pięciu. Istnieje również możliwość przejścia najzdolniejszych z niższych do wyższych klas. Do niedawna nie było możliwości odwrotnej. Każdy musiał przejść do następnej klasy. To powodowało nawet wtórny analfabetyzm.
2. etap – collège, odpowiednik polskiego gimnazjum, trwa 4 lata. Dzieli się go na 2 cykle:
- cykl obserwacji (2 lata),
- cykl orientacji (2 lata).

Jest to typ szkoły, w której następuje profilowanie uczniów zgodnie z ich zainteresowaniami. Nauka w tej szkole kończy się egzaminami z następujących przedmiotów:
- języka francuskiego,
- matematyki,
- historii (Francji),
- geografii (Francji).

Na dyplomie ukończenia collège umieszczane są średnie oceny ze wszystkich przedmiotów z ostatnich 2 lat nauki.
3. etap – szkoły średnie, które dzielą się na:
- licea profilowane – przygotowują one do matury i studiów. Nauka w tych szkołach kończy się egzaminem maturalnym (podobnym do matury w Polsce), który jest przepustką na studia. Matura we Francji składa się zarówno z egzaminów pisemnych, jak i ustnych. Jest to tzw. kształcenie długie.
- szkoły zawodowe – uczeń po ukończeniu takiej szkoły otrzymuje świadectwo umiejętności zawodowych bądź dyplom robotnika wykwalifikowanego. Uczniowie tych szkół mogą przystępować do tzw. matury zawodowej. Na tym egzaminie uczeń, oprócz przedmiotów ogólnych, zdaje także przedmioty zawodowe. Jest to tzw. kształcenie krótkie. Po zakończeniu edukacji w szkołach zawodowych uczeń może przystąpić do dalszej nauki w szkołach pomaturalnych (dających tytuł technika) bądź na uczelniach wyższych, które trwają 2 lata i dają absolwentom zawodówek tytuł inżyniera.
- technikum, czyli BAC professionnel, który trwa 3 lata. Uczeń po ukończeniu tej szkoły otrzymuje świadectwo umiejętności zawodowych i maturę (BEP + BAC). Uczeń w ciągu tych trzech lat musi odbyć 20 tygodni praktyk. Po zakończeniu tej szkoły uczeń może przystąpić do dalszej nauki (BTS, DUT lub studia).

4. etap – uczelnie, które nie organizują żadnych dodatkowych egzaminów. Selekcja kandydatów odbywa się podczas pierwszego roku nauki.
We Francji nie zawsze uznawane są matury z innych krajów.

## Organizacja czasu nauczania
Francuscy uczniowie mają 2 dni wolne w tygodniu, w sobotę i niedzielę, a w środę lekcje trwają tylko do południa. Zasada ta obowiązuje jednak tylko do szkoły elementarnej, potem zależy to już od planu zajęć. Na poziomie elementarnym lekcje trwają od 8:30 do 16 z przerwą na jedzenie od 11:30 do 13. Na wyższych poziomach obowiązuje plan lekcji. Pozostawanie na posiłki w szkole jest możliwe tylko po dokonaniu zapisu we właściwym merostwie i jest odpłatne. Francuzi mają więcej ferii w czasie roku szkolnego niż Polacy. Oprócz wakacji letnich (lipiec – sierpień) mają wolne: Vacances de la Toussaint (przy uroczystości Wszystkich Świętych – 12 dni), Vacances de Noël (wakacje na Boże Narodzenie – 17 dni), Vacances d’hiver (zimowe – 16 dni) i Vacances de printemps (wiosenne – 16 dni). Daty ferii zależą od strefy (A, B lub C), w której znajduje się szkoła.